# بهیر

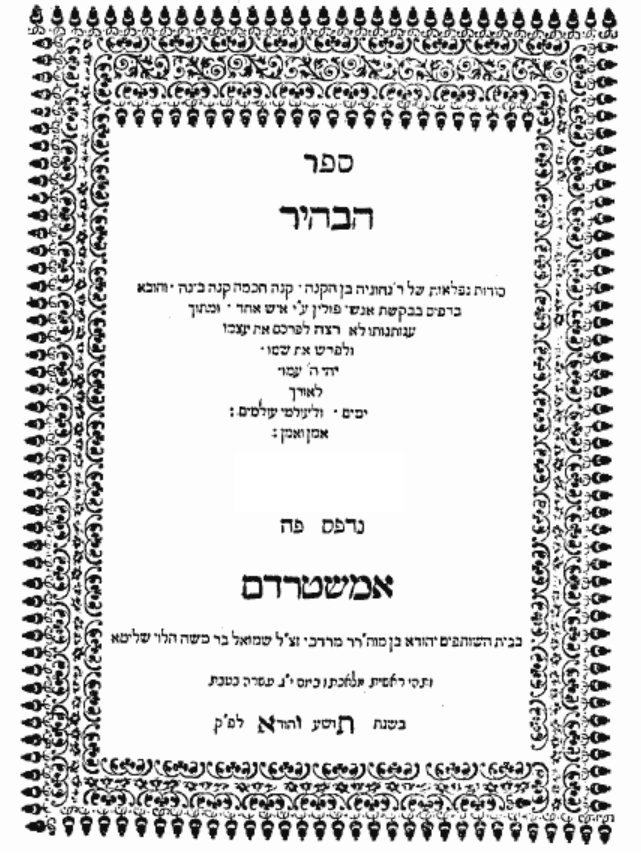
صفحه عنوان کتاب (Sefer Habahir)

بهیر یا سفر هابهیر (عبری: סֵפֶר הַבָּהִיר) (به منی کتاب روشنایی) یک کتاب کابالایی با نویسنده نامشخص است که معمولاً به ربی نهونیا بن هاکانا نسبت داده میشود. دلیل این امر این است که این کتاب با جمله "ربی نهونیا بن هاکانا گفت" شروع میشود. نام دیگر کتاب میدراش ربی نهونیا بن هاکانا מִדְרָשׁ רַבִּי נְחוּנְיָא בֶּן הַקָּנָה است. این کتاب یکی از مهمترین کتابهای اولیه کابالا بود.

## عنوان
این کتاب گاهی به عنوان میدراش ربی نهونیا بن هاکانا شناخته میشد. در بین کابالیستها این کتاب به نام سفر هابهیر شناخته میشد. دلیل این امر این است که در یکی از صفحات ابتدایی کتاب آیه "و مردان نور را ندیدند که روشن (بهیر) بود در آسمان (کتاب ایوب ۳۷:۲۱)". 

## تاریخچه
- سال ۱۱۷۴ میلادی، بهیر در بین کابالیستها منتشر شد و در بین افرادی خاص دست به دست میگشت.
- سال ۱۳۳۱ میلادی، اولین تفسیر در مورد بهیر توسط ربی میر بن شلوم ابی ساهولا نوشته شد.
- قرن ۱۵ میلادی، بهیر به لاتین ترجمه شد ولیکن این ترجمه دارای غلطهای زیادی بود.
- سال ۱۶۵۱ میلادی، بهیر در آمستردام ترجمه و منتشر شد.
- سال ۱۷۰۶، بهیر در برلین چاپ شد.
- سال ۱۷۸۴، بهیر در کورتز چاپ شد.
- سال ۱۸۰۰، بهیر در لووف چاپ شد.
- سال ۱۸۸۳، بهیر در ویلنا چاپ شد.
- سال ۱۹۲۳، گرشوم شولم ترجمه آلمانی از بهیر چاپ نمود.

## محتوا
بهیر تفسیری عرفانی بر آیات ابتدایی کتاب پیدایش است. این کتاب از ۶۰ پاراگراف کوتاه تشکیل شده است. بهیر دارای تفسیری عرفانی از آیات کتاب مقدس است. همچنین کتاب دارای تفسیر عرفانی از صدا و شکل حروف عبری میباشد. همچنین کتاب دارای تفسیرهایی مرتبط با سفر یتزیرا بوده و دارای توصیفاتی برای استفاده از نامهای مقدس در سحر است.

### سفیروت
لغت عبری سفیروت در ابتدا در کتاب سفر یتزیرا مطرح شده است. در بهیر بحث در مورد سفیروت گسترش داده میشود. 

### خلقت دنیا
بر اساس بهیر دنیا توسط خدا در یک مرحله ایجاد نشده است. بر این تفسیر سفیروتها از زمان وجود خدا وجود داشته اند و خلقت تنها ظاهر شدن نور خدا در سفیروتهای پایینتر است. هر یک از سفیروتها دارای ویژگیهای فعال و غیر فعال است. از این رو حرف عبری جیمل (ג) که دارای شکلی مانند یک لوله که در انتها باز است میباشد. از این رو هر سفیروت قدرت را در یک طرف دریافت کرده و از طرف دیگر خالی میکند. ده سفیروت در واقع انرژی خداوند هستند. 

### حلول مجدد
کتاب بهیر ایده حلول مجدد روح را برای حل مشکل اینکه چرا افراد درستکار در این دنیا آزار میبینند ولیکن افراد نادرست زندگی مناسبی دارند مطرح میکند. "درستکار ممکن است در زندگی قبلی نادرست بوده باشد، ولیکن نادرست ممکن است درستکار بوده باشد"